# Middelsteburg
Die Middelsteburg (auch Rederts starker Turm oder Hohes Steinhaus genannt) war eine hochmittelalterliche Burg in Groothusen, einem Ortsteil der Gemeinde Krummhörn, im Landkreis Aurich in Niedersachsen.

## Geschichte
Der zwischen 1361 und 1378 neben den Beninga in Groothusen sitzende Häuptling Udo Tiadekana erbaute die Burg in der zweiten Hälfte des 14. Jahrhunderts im Typus ostfriesischer Steinhäuser. Durch Heirat gelangte das Gebäude Anfang des 15. Jahrhunderts in den Besitz der Beninga. Die neuen Burgherren waren mit Focko Ukena verbündet und kämpften an dessen Seite gegen die Hanse. Als sich die Niederlage des Bündnisses abzeichnete, flohen sie mit Ukena auf dessen Burg im Groningerland. Im Zuge einer Strafexpedition eroberte die Hanse 1435 die Middelsteburg mit Hilfe von Edzard und Ulrich Cirksena und durch kräftigen Einsatz von grobem Geschütz. Das Turmhaus wurde anschließend wieder aufgebaut. Nachdem Redward Beninga sich Ulrich Cirksena 1442 unterworfen hatte, bekam er seinen Besitz in Groothusen zurück.
Im 16. Jahrhundert gelangte es in den Besitz der Eigentümer der nahe gelegenen Osterburg. 1832 kaufte der Emder Kaufmann und Reeder Konsul Ysaak Brons, im Jahre 1848 Abgeordneter der Frankfurter Nationalversammlung, die Burg und ließ auf dem bewahrten Untergeschoss samt Gewölbe des Altbaus die bis heute erhaltene Villa Brons errichten. 2005 brannte das Gebäude aus, wurde inzwischen aber wieder restauriert.